# Astaldi
Astaldi SpA jest jednym z większych przedsiębiorstw działających w branży budowlanej pochodzącym z Rzymu we Włoszech. Grupa kapitałowa, która została stworzona przez macierzyste przedsiębiorstwo. Działa w zakresie inżynierii lądowej, budownictwa wodnego oraz inżynierii środowiska czy zagadnień związanych z transportem. W październiku 2018 firma złożyła wniosek o restrukturyzację pod ochroną sądu, w przyszłości ma zostać częścią publiczno - prywatnego holdingu budowlanego WeBuild. W Polsce znana jest ze zrealizowania największych inwestycji w sektorze infrastruktury -  najdłuższego odcinka betonowej drogi ekspresowej. Pomiędzy Piotrkowem Trybunalskim a Rawą Mazowiecką wykonała 63 - kilometrowy odcinek trasy S-8. W 2015 zakończyła budowę największej w historii Polski inwestycji samorządowej - Centralnego Odcinka II Linii Metra w Warszawie (wg BiqData) kosztująca przeszło 4 mld złotych inwestycja, była drugą najsprawniej przeprowadzoną budową metra w Europie. Pośród zrealizowanych w Polsce projektów znajduje się również Nowa Łódź Fabryczna, terminal Lotniska Balice, oraz pierwszy w Polsce zakład termicznego przetwarzania odpadów w Bydgoszczy. W lipcu 2017 miała trzeci pod względem wielkości portfel kontraktów drogowych na polskim rynku. We wrześniu 2018 ze względu na brak współpracy z zamawiającym odstąpiła od realizacji dwóch kontraktów kolejowych (LK-7 i E-59). Nadal pozostaje ważnym graczem na polskim rynku drogowym, realizując budowę najdłuższego tunelu drogowego w Polsce (2335 m, Warszawa Ursynów) oraz najdłuższego tunelu drążonego w skałach, w ciągu drogi S7 na odcinku Naprawa Skomielna Biała.

## Historia
Przedsiębiorstwo zostało założone w roku 1926 przez Santego Astaldi, członka rodziny Astaldi, której przedstawiciele do dzisiaj sprawują kontrolę nad firmą. Astaldi była zaangażowana w wiele dużych projektów w całej Europie przed II wojną światową. Między innymi przedsiębiorstwo było odpowiedzialne za budowę linii kolejowej pomiędzy Rzymem a Neapolem. Już po wojnie firma rozszerzyła swoją działalność na inne kontynenty. Początkowo była to Afryka, gdzie firma skupiła się na budowie dróg. W następnych latach Astaldi pojawiła się na Bliskim Wschodzie, Ameryce Środkowej oraz Południowej, a także na Dalekim Wschodzie.
Przedsiębiorstwo w 1950 podzieliło się na dwie części: Impresa Astaldi Estero SpA (prace na rynkach zagranicznych) oraz Impresa Astaldi Estero SpA (prace na rynku włoskim), ale ponownie połączyło się w 1980 i do dzisiaj działa jako Astaldi SpA.
Astaldi kontynuowało realizację różnorodnych projektów między innymi w USA, Turcji czy Indonezji w latach 80. XX w. Obecnie firma ma roczny obrót przekraczający 57 miliardów dolarów.

## Ważniejsze realizacje

### We Włoszech
- Metro w Rzymie ukończone w 1955[3]
- Metro w Genui ukończone w 1990[3]
- Zapora Lampeggiano we Włoszech, ukończona w 1992[4]
- Metro w Mediolanie ukończone w 1999[3]
- Zapora Rosamarina na Sycylii ukończona w 1999[5]
- Linia kolejowa Rzym – Neapol (przystosowana do wysokich prędkości) ukończona w 2005[6]

### Zagraniczne
- Metro w Caracas w Wenezueli, ukończone w 1983[6]
- Akcelerator LEP dla CERN, Szwajcaria, ukończony w 1989[7]
- Metro w Kopenhadze, ukończone w 2002[8]
- Budowa S8 Polska, ukończona 2013
- Centralny odcinek II linii metra w Warszawie (lider konsorcjum z Gülermak i PBDiM Mińsk Mazowiecki), ukończony w 2015[9]
- Zakład Termicznego Przekształcania Odpadów Komunalnych w Bydgoszczy, Polska